# Ngày của Cha
Ngày của Cha (tiếng Anh: Father's Day) là một ngày lễ tôn vinh quyền làm cha, gắn kết gia đình, cũng như ảnh hưởng của những người cha trong xã hội. Tại các quốc gia Công giáo ở Châu Âu, nó đã được tổ chức vào ngày 19 tháng 3 (Ngày Thánh Giuse) kể từ thời Trung cổ. Lễ kỷ niệm này được người Tây Ban Nha và Bồ Đào Nha mang sang Mỹ Latinh, nơi ngày 19 tháng 3 vẫn thường được sử dụng làm ngày lễ, mặc dù nhiều quốc gia ở châu Âu và châu Mỹ lấy ngày theo nước Mỹ, đó là Chủ nhật thứ ba của tháng Sáu.
Ngày kỷ niệm được tổ chức vào các ngày khác nhau ở nhiều nơi trên thế giới, phổ biến nhất là vào các tháng 3, tháng 4 và tháng 6 theo phong tục của quốc gia. Ngày lễ này bổ sung cho các lễ kỷ niệm tương tự để tôn vinh các thành viên trong gia đình, như Ngày của Mẹ, Ngày của Anh chị em và Ngày của Ông bà. Phiên bản hiện đại Ngày của Cha do Sonora Smart Dodd khởi xướng.
Ngoài Ngày của Cha, còn có Ngày Quốc tế Nam giới được tổ chức tại nhiều quốc gia vào ngày 19 tháng 11 bao gồm cả những người đàn ông không phải (hoặc chưa phải) là cha.

## Lịch sử

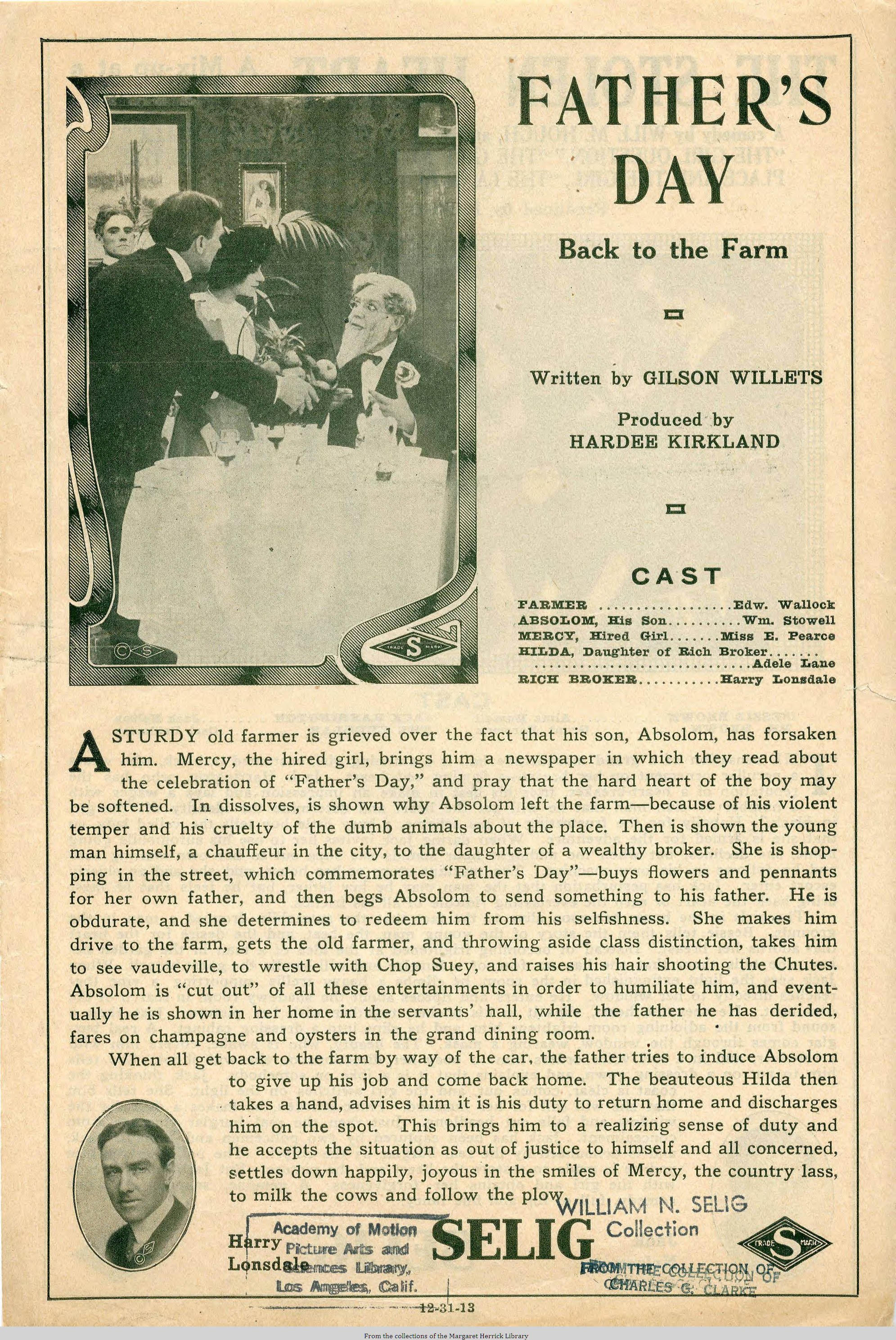
Bộ phim Ngày của Cha năm 1913.

### Thời kỳ đầu
Một ngày theo phong tục kỷ niệm ngày làm cha ở Công giáo châu Âu được biết là bắt đầu từ ít nhất 1508. Nó thường được tổ chức vào ngày 19 tháng 3, là ngày lễ của Thánh Giuse, người được gọi là Nutritor Domini ("Người nuôi dưỡng Chúa ") trong Công giáo và cha đẻ giả định của Chúa Giêsu trong truyền thống Nam Âu. Lễ kỷ niệm này đã được đưa đến châu Mỹ bởi người Tây Ban Nha và Bồ Đào Nha. Giáo hội Công giáo tích cực ủng hộ phong tục kỷ niệm ngày làm cha vào ″Ngày Thánh Giuse từ những năm cuối của thế kỷ 14 hoặc từ đầu thế kỷ 15. rõ ràng là về sáng kiến của Dòng Phan Sinh.
Tại Nhà thờ Chính thống Coplic Alexandria, lễ kỷ niệm làm cha cũng được tổ chức vào Ngày Thánh Giuse, nhưng người Copt tuân theo lễ này vào ngày 20 tháng 7. Lễ kỷ niệm Coplic này có thể có từ thế kỷ thứ 5.

### Mỹ
Năm 1909, bà Sonora Smart Dodd, người sống ở Spokane, Washington, Hoa Kỳ đã nghĩ sau khi tham dự Ngày của Mẹ tại Nhà thờ: '"Tại sao không có Một ngày lễ tương tự như Ngày của Mẹ để tưởng nhớ những người cha như cha tôi?.
Khi bà Dodd 13 tuổi, người mẹ không may qua đời trong khi sinh con, để lại 6 đứa con, sau khi cha của bà, ông William Smart trở thành người goá vợ và không tái hôn. Ông đã thay vợ nuôi dưỡng sáu đứa con của mình (bao gồm một đứa trẻ sơ sinh) tại một trang trại nông thôn ở miền đông tiểu bang Washington, Hoa Kỳ. Năm 1909, ông Smart qua đời. Sau lễ Tạ ơn vào Ngày của Mẹ, Bà Dude đã chia sẻ với mục sư nhà thờ Reimas về tình yêu và nỗ lực của cha mình trong việc nuôi dạy con cái, bà hy vọng sẽ có một ngày đặc biệt để tỏ lòng tôn kính với cha mình, Và để tưởng nhớ người cha vĩ đại của cả thế giới và đã đưa ra một đề nghị thành lập Ngày của Cha, hy vọng rằng sẽ có một ngày lễ trên thế giới để tưởng nhớ lòng biết ơn tới người cha.
Sau khi nghe câu chuyện của bà Dodd, Mục sư Reimas vô cùng xúc động trước tinh thần ông Smart và ủng hộ những nỗ lực của bà để thúc đẩy việc thành lập Ngày của Cha. Vào mùa xuân năm 1910, bà bắt đầu khởi xướng Ngày của Cha, sau đó nhận được sự hỗ trợ của các tổ chức nhà thờ khác nhau. Bà cũng viết để bày tỏ suy nghĩ và đề xuất của mình với thị trưởng và chính quyền bang. Với những nỗ lực của bà Dodd, Thị trưởng Spokane và Thống đốc Washington đã đồng ý công nhận, và Washington đã tổ chức bữa tiệc Ngày của Cha đầu tiên trên thế giới vào ngày 19 tháng 6 năm 1910.
Năm 1924, Tổng thống Mỹ Calvin Coolidge đã ủng hộ Ngày Của Cha như một ngày lễ quốc gia.
Năm 1966, Tổng thống Hoa Kỳ Lyndon B. Johnson đã thông báo chọn tháng sinh nhật của ông Smart là tháng 6 năm đó là tháng Ngày của Cha ở Hoa Kỳ.
Năm 1972, Tổng thống Hoa Kỳ Nixon đã chính thức ký văn bản, đánh dấu ngày Chủ nhật thứ ba của tháng 6 hàng năm là Ngày của Cha tại Hoa Kỳ và từ đó trở thành ngày kỷ niệm quốc gia vĩnh viễn của Hoa Kỳ.

### Trung Hoa Dân Quốc (1912–1949)
Ngày 8 tháng 8 năm 1945 (năm Dân Quốc thứ 34), tình hình chiến tranh Trung - Nhật dần trở nên sáng sủa, một số người yêu nước ở Thượng Hải đã phát động "Ngày của Cha" để tưởng nhớ những người cha đã hy sinh mạng sống của họ trên chiến trường vì đất nước.
Sau chiến thắng của cuộc chiến chống Nhật, các nguyên lão trong Quốc dân đảng tại Thượng Hải, có thể kể đến gồm Ngô Trĩ Huy, Lý Thạch Tăng, Phan Công Triển, Đỗ Nguyệt Sinh, v.v, nhận thức sâu sắc về tầm quan trọng của Ngày của Cha, cần phải ủng hộ việc xây dựng các lễ kỷ niệm Ngày của Cha; liên danh Trần Tình của chính quyền thành phố Thượng Hải chuyển giao cho Chính phủ Trung ương, thông qua quyết định chọn ngày 8 tháng 8 hàng năm cho Ngày của Cha, quyết định đưa ra để cả nước làm theo.
Lý do chọn ngày 8 tháng 8 hàng năm vì phát âm trong tiếng Trung Quốc  "bát bát" (tám tám) và "ba ba" (nghĩa là cha) nghe gần giống nhau. Ngoài ra chữ "bát bát" được ghép từ hai ký tự giống nhau, giống như từ "ba ba". Do đó, ngày 8 tháng 8 được chỉ định là Ngày của Cha, còn được gọi là "Ngày lễ tám tám" ("Ngày của Cha").

## Ngày của Cha ở các quốc gia
Những nơi có ăn mừng Ngày của Cha là: thế giới Ả Rập, Argentina, Úc, Brazil, Canada, Costa Rica, Đan Mạch, Đức, Hồng Kông, Ireland, Pakistan, Nhật Bản, Hàn Quốc, Seychelles, Nepal, New Zealand, Philippines, Romania, Singapore, Tây Ban Nha, Đài Loan, Vương quốc Anh, Mỹ...  Ở Việt Nam, ngày này chưa được phổ biến rộng, cũng có một vài gia đình tổ chức ngày này để tôn vinh các người cha.
Ngày của Cha còn được nhắc đến trong văn hóa Thiên Chúa giáo, với việc kỷ niệm  chung với ngày lễ Thánh Giuse (19 tháng 3).
Ngày Chủ nhật thứ ba của tháng 6 là Ngày của Cha tại nhiều quốc gia như Hoa Kỳ, Vương quốc Liên hiệp Anh, Canada, Ấn Độ, Argentina, Hungary, Nam Phi, Nhật Bản, Malaysia, Mexico, New Zealand, Pháp, Philippines, Singapore, Slovakia,...
Tại Ý, Ngày của cha ("Festa del Papa"), tổ chức vào ngày lễ Thánh Giuse (19 tháng 3) theo truyền thống Công giáo, như là một kỳ nghỉ của gia đình. Các trẻ nhỏ thực hiện hoặc mua những món quà nhỏ cho người cha, học thuộc những bài thơ hay là thực hiện những vở kịch nhỏ ở trường mẫu giáo và trường học. Các quốc gia Bỉ, Tây Ban Nha, Bồ Đào Nha, Bolivia, Croatia, Honduras, Thụy Sĩ (một phần), Liechtenstein cũng kỷ niệm Ngày của Cha vào ngày 19 tháng 3.

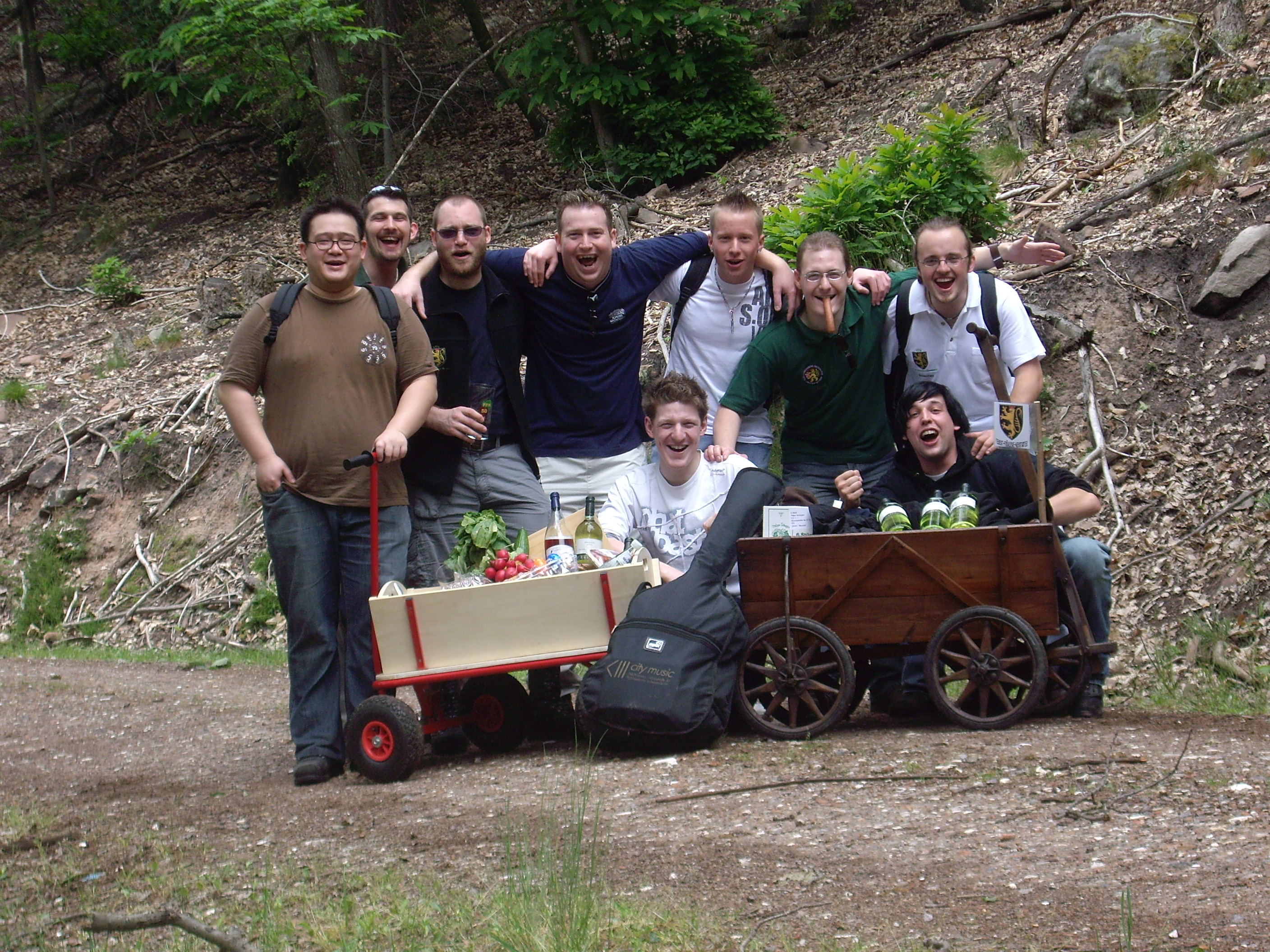
Thanh niên Đức kéo theo toa xe và thực hiện việc đi bộ đường dài

Tại Đức, Ngày của Cha (Vatertag) được tổ chức một cách khác với các nơi khác trên thế giới, và luôn luôn tổ chức vào Lễ Thăng Thiên (ngày thứ 40 sau lễ Phục Sinh, vào tháng 5 hoặc tháng 6), và là một ngày lễ liên bang, còn được gọi là Ngày của đàn ông (Männertag) hoặc Ngày quý ông (Herrentag). Theo truyền thống, các nhóm nam giới (già và trẻ, nhưng thường không bao gồm con trai trước tuổi teen) để làm một tour đi bộ đường dài với một toa xe nhỏ gọi là Bollerwagen, kéo bằng sức người. Trong toa xe là rượu hoặc bia (theo vùng) và thực phẩm truyền thống của vùng (Hausmannskost). Truyền thống này có thể bắt nguồn từ những cuộc rước kiệu của Chúa Kitô đến những vùng nông nghiệp đã được cử hành từ thế kỷ 18, đàn ông sẽ ngồi trong một cái giỏ hay là xe bằng gỗ và mang tới quảng trường của thị trấn, và thị trưởng sẽ trao giải cho người cha có nhiều con, thường là một miếng thịt heo lớn. Nhưng ngày nay, ý nghĩa tôn giáo dần mất đi và nhiều người sử dụng bốn ngày nghỉ cuối tuần và lễ cho một kỳ nghỉ ngắn hoặc đi dã ngoại, nhiều người đàn ông lại dùng lễ này như một cơ hội để có được dịp say xỉn. Theo Văn phòng thống kê Liên bang Đức, tai nạn giao thông liên quan đến rượu tăng gấp 3 vào ngày này. Truyền thống của việc say rượu là đặc biệt phổ biến ở Đông Đức.

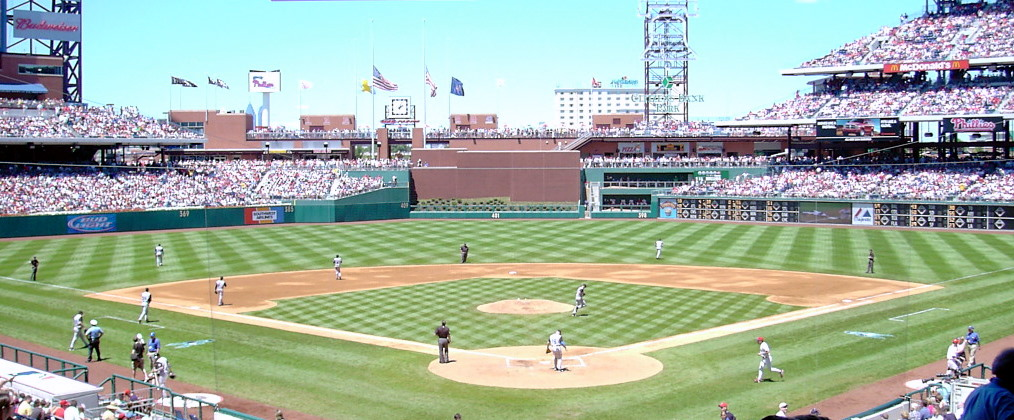
Thể thao vào Ngày của Cha tại Philadelphia Phillies game

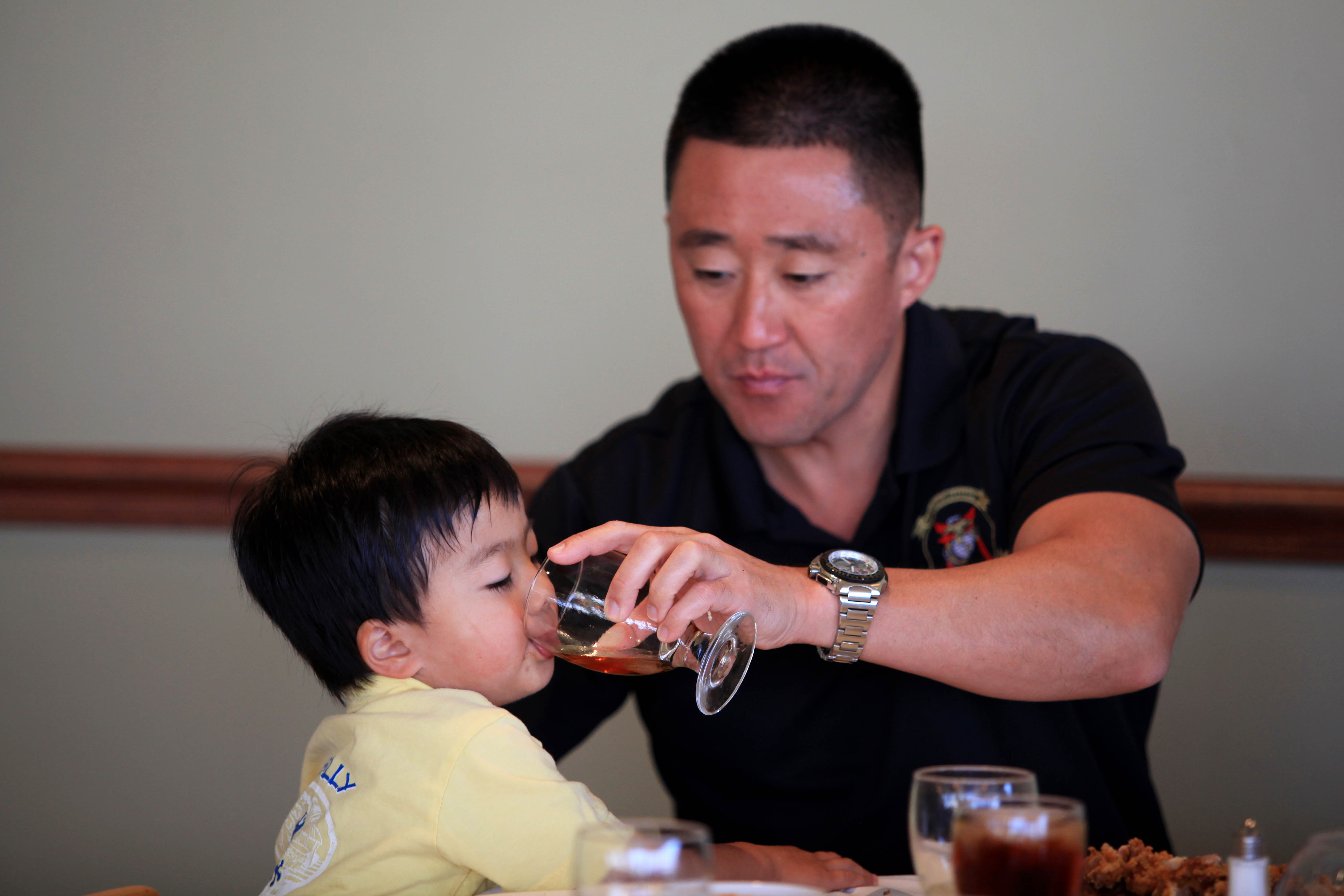
Ngày của Cha tại Trung tâm tổ chức sự kiện, Căn cứ Thủy quân Lục chiến Trại Pendleton

Tại Hoa Kỳ, thông thường, các gia đình tụ tập để kỷ niệm vai trò của người cha trong cuộc sống của họ. Trong những năm gần đây, các nhà bán lẻ đã thích nghi với ngày lễ bằng cách thúc đẩy thiệp chúc mừng và quà tặng truyền thống nam tính như thiết bị điện tử và công cụ của thợ sửa chữa. Trường học và các chương trình trẻ em khác thường có các hoạt động để làm quà tặng Ngày của Cha. Vào ngày này, nam giới thường tổ chức các sinh hoạt thể thao hay là cắm trại ngoài trời.
Tại Trung Quốc, vào thời kỳ Trung Hoa Dân Quốc (1912-1949), ngày của cha được tổ chức vào ngày 8 tháng 8, số 8 trong tiếng Hoa đọc âm gần giống như "ba" (tiếng Trung: 八; bính âm: bā), và hai số tám đọc thành ba-ba (tiếng Trung: 爸爸; bính âm: bàba), âm thanh tương tự như các từ ngữ thông tục cho "cha" (ba-ba, 爸爸). Ngày nay vẫn được tổ chức trong khu vực vẫn còn dưới sự kiểm soát của Trung Hoa Dân Quốc, bao gồm cả ở Đài Loan.
Tại Ai Cập, Các Tiểu vương quốc Ả Rập Thống nhất, Li-băng, Uganda, Syria, Jordan là ngày 21 tháng 6. Tại Úc, New Zealand, Papua New Guinea là ngày Chủ nhật đầu tiên trong tháng 9.
Tại Thái Lan, Ngày của Cha được thiết lập theo ngày sinh nhật của nhà vua, ngày 05 tháng 12 là ngày sinh của vua Bhumibol Adulyadej (Rama IX). Theo truyền thống, người Thái ăn mừng bằng cách tặng cha hay ông nội của họ một hoa Canna (ดอก พุทธรักษา) thuộc Chi Dong riềng, được coi là một bông hoa nam tính, tuy nhiên, đây không phải là điều thường được thực hiện ngày hôm nay. Người Thái sẽ mặc màu vàng vào ngày này để tôn trọng nhà vua, bởi vì màu vàng là màu của ngày Thứ Hai, ngày vua Bhumibol Adulyadej ra đời.
Tại Việt Nam, Ngày của Cha chưa chính thức trở thành lễ kỷ niệm trên toàn quốc nhưng nhiều bạn trẻ đã hưởng ứng chào mừng, nhiều người nghỉ phép về quê thăm gia đình, hoặc một món ăn tự tay nấu. Đối với những người ở xa thì có thể gọi điện, là một lời chúc, lời cám ơn từ tận đáy lòng. Hoặc có thể lựa chọn những món quà ý nghĩa, thiết thực tặng cha.
Trong truyền thống Công giáo La Mã, ngày của cha được cử hành vào ngày lễ Thánh Giuse, 19 tháng 3, mặc dù ở một số quốc gia, Ngày của Cha đã dần trở thành một ngày lễ kỷ niệm thế tục. Ngày này cũng được phổ biến cho người Công giáo để tôn vinh "người cha tinh thần", thường là linh mục giáo xứ của họ.